# Brahmina phytaloides
Brahmina phytaloides är en skalbaggsart som beskrevs av Brenske 1892. Brahmina phytaloides ingår i släktet Brahmina och familjen Melolonthidae. Inga underarter finns listade.